# Принимай меня
Принимай меня — второй студийный альбом российской исполнительницы Ольги Бузовой. Релиз состоялся 5 октября 2018 года под руководством лейбла Archer Music Production LLC.

## Об альбоме
О том, что Ольга Бузова готовит второй студийный альбом, она впервые рассказала после выхода 3 промосингла. Сам альбом включает в себя 14 официальных треков. Альбом попал в альбомные чарты ITunes разных стран, которые достигли вершин чартов. Только лишь с этого альбома Ольге удалось заполучить 8 № 1 хитов в ITunes России, что является абсолютным рекордом, а в общем зачёте она имеет 12 № 1 хитов. За первые 15 минут после релиза альбом встал на первую строчку в ITunes России, что стало рекордом. Так же альбом имеет несколько платинов в той же стране и является одним из самых продаваемых релизов 2018 года.

## Продвижение и релиз
В поддержку альбома было выпущено 6 официальных синглов: «WI-FI», «Тоже музыка», «Чемпион», «Принимай меня», «Эгоистка» и «АтоМы», на каждый из которых был снят видеоклип. Также было выпущено 3 промосингла: «Одна ночь», «Она не боится» и «Ночь текила», на которые не были сняты клипы. Ольга планировала выпустить клипы на песни: «По сердцу», «Алкоголь», «Губы» и «Пятница», но этого не получилось из-за отказа на продление визы в Америку, где должны были пройти съёмки.
После выхода альбома, Ольга объявила о шоу со вторым названием «Принимай меня» по странам СНГ. Первые два концерта прошли в Crocus City Hall и в Ледовом дворце в самых крупных городах России — в Москве и Санкт-Петербурге, которые состоялись 18 ноября и 12 декабря 2018 года.

## Реакция
Алексей Мажаев отметил необычное для исполнительницы инди-поп звучание первых трёх треков, однако в целом охарактеризовал альбом как не запоминающийся. Обсуждая трек «Тоже музыка», который сочинил Баста, критик написал «Бузова с помощью Басты обстоятельно отвечает своим хейтерам. Баста явно сочинял юмористическую вещь, а Ольга отнеслась к ней серьёзно, как к исповеди. В результате рефрен „Бузова — тоже музыка“ произносится каким-то извиняющимся тоном и производит жалкое впечатление». Обозреватель «Комсомольской правды» Алёна Чичигина охарактеризовала реакцию на альбом в социальных сетях как отрицательную.

## Список композиций
| №                   | Название                    | Автор(ы)                                        | Длительность |
| ------------------- | --------------------------- | ----------------------------------------------- | ------------ |
| 1.                  | «Принимай меня»             | Александр Шаповалов • Леонид Архипенко          | 3:42         |
| 2.                  | «По сердцу»                 | Александр Шаповалов • Леонид Архипенко          | 3:07         |
| 3.                  | «АтоМы»                     | Елизавета Хайкова • Валентин Хайнус             | 3:24         |
| 4.                  | «Алкоголь»                  | Павел Кирбаба                                   | 3:10         |
| 5.                  | «Тоже музыка (GazLive Шоу)» | Василий Вакуленко                               | 2:28         |
| 6.                  | «Она не боится»             | Роман Мясников • Александр Степанов             | 3:18         |
| 7.                  | «WI-FI»                     | Павел Кирбаба • Роман Мясников • Ирина Борисова | 3:24         |
| 8.                  | «Эгоистка»                  | Екатерина Офлиян                                | 3:10         |
| 9.                  | «Ночь текила»               | Владимир Мотрич                                 | 2:53         |
| 10.                 | «Одна ночь»                 | Павел Кирбаба                                   | 3:37         |
| 11.                 | «Губы»                      | Артём Пивоваров                                 | 3:41         |
| 12.                 | «Слабость»                  | Анастасия Романова • Евгений Топориков          | 3:17         |
| 13.                 | «Чемпион»                   | Александр Степанов                              | 3:39         |
| 14.                 | «Пятница»                   | Анна Гаврилик                                   | 3:04         |
| Общая длительность: | Общая длительность:         | Общая длительность:                             | 45:42        |

## Чарты
| Страна (2018)        | Пик |
| -------------------- | --- |
| Россия (iTunes)      | 1   |
| Украина (iTunes)     | 2   |
| Литва (iTunes)       | 2   |
| Беларусь (iTunes)    | 3   |
| Азербайджан (iTunes) | 5   |
| Казахстан (iTunes)   | 7   |
| Эстония (iTunes)     | 22  |
| Узбекистан (iTunes)  | 24  |
| Катар (iTunes)       | 32  |
| Европа (iTunes)      | 80  |
| Латвия (iTunes)      | 84  |

## Клипы
1. «WI-FI»[4] — реж. Алексей Голубев (2018)
2. «Тоже музыка»[5] — реж. Василий Вакуленко (2018)
3. «Чемпион»[6] — реж. Юджин (2018)
4. «Принимай меня»[7] — реж. Serghey Grey (2018)
5. «Эгоистка»[8] — реж. Елена Хазанова (2019)
6. «АтоМы»[9] — реж. неизвестно (2021)